# Тивьяев, Роберт
Роберт Тивьяев (ивр. רוברט טיבייב‎; род. 22 июня 1961 года, Дербент, ДАССР, РСФСР, Советский Союз) — израильский политик, депутат кнессета 18-го созыва от партии «Кадима».

## Биография
Роберт Тивьяев родился 22 июня 1961 года в городе Дербент (тогда ДАССР, СССР, а ныне Республика Дагестан, Россия). По специальности — инженер-электрик, окончил Ивановский энергетический институт в 1985 году. Служил офицером в звании капитана в корпусе связи Советской Армии. Репатриировался в Израиль в 1994 году, поселился в городе Офаким.
Являлся членом городского совета города Офаким. Возглавляет организацию «Атхия», которая занимается привлечением евреев стран бывшего Советского Союза.
Перед выборами в кнессет 18-го созыва занял в праймериз Кадимы 20-е место, и попал в кнессет, так как партия получила 28 мандатов. Работал в комиссии по экономике, комиссии по вопросам государственного контроля, комиссии по науке и технологии, а также комиссии по вопросам алии, абсорбции и диаспоры. Кроме того Тивьяев занял пост председателя парламентской подкомиссии по борьбе с дорожными авариями.
В конце 2012 года Роберт Тивьяев присоединился к партии Ципи Ливни «Ха-Тнуа», однако в предвыборном списке партии он получил четырнадцатое место. На выборах в Кнессет 20-го созыва Тивьяев баллотировался на забронированном в партии "Авода" для репатриантов месте. В предвыборном списке "Сионистского лагеря" он оказался на 28 месте. В начале 2018 года Тивьяев покинул партию "Авода". Причиной его выхода из "Аводы" стали политические расхождения с руководством партии, в частности, в вопросах, связанных с отношением к репатриантам. Как заявил Тивьяев, "партии "Авода" надо отказаться от сильного левого крена. МАПАЙ не был левым движением. А сейчас образовался огромный разрыв между избирателями "Аводы", членами "Аводы" и лидерами "Аводы".  С июля 2018 года является депутатом Кнессета: он получил депутатское место "Сионистского лагеря" после ухода из Кнессета Ицхака Герцога. Таким образом Тивьяев стал первым в истории Израиля внепартийным депутатом.
Тивьяев женат, имеет двух дочерей, владеет ивритом, а также русским и английским языками.